# Bei mir zu Haus
Bei mir zu Haus ist der Titel eines Schlagers aus dem Jahr 1950. Das Lied wurde von Heinz Mihm komponiert, den Text schrieb Heinz Woezel.
Im Jahr 1950 wurde eine Single des Labels Philips mit Heinz Woezels Interpretation des Liedes eingespielt, begleitet von Sigi Stenford und seinem Orchester.
Eine weitere Einspielung des Titels von Friedel Hensch und den Cyprys kam 1951 auf Polydor heraus.
Im gleichen Jahr erschien auch eine Fassung des Liedes vom Tanzorchester des Senders Leipzig auf dem DDR-Label Amiga.

Der für die Nachkriegszeit typische Schlager beschreibt das Warten auf die Rückkehr des Ehemanns, Bruders oder Sohnes und die Hoffnung auf eine glückliche Wiedervereinigung. Angesichts des Alleinseins und der Einsamkeit des Wartens tröstete der Schlager mit Worten wie:

„Es wird ja alles wieder gut; nur ein klein bisschen Mut, lässt das Glück dich auch mal allein!“